# Internet Famous
Internet Famous è un film del 2016 scritto e diretto da Michael J. Gallagher.

## Trama
Una settimana dall'inizio di un concorso televisivo "Big Show" cinque personaggi conosciuti solamente su internet vogliono partecipare. Questi però non hanno un grande talento ma devono dimostrare di averne per ottenere il premio in palio.